# 한영준
한영준(韓英俊, 1962년 11월 14일 ~ )은 전 KBO 리그 롯데 자이언츠의 내야수이다. 원조 부산 악바리이자 원조 프렌차이즈 선수인 그는 공수주에서 몸을 사리지 않는 투혼, 그리고 끝까지 포기하지 않는 정신과 작은 체구였지만 상대 투수와의 기싸움에서 지지않던 악바리같은 근성, 꼼꼼하고 팀의 궂을 일을 메꾼 살림꾼이었으며  그는 88~90년도 올스타전 및 매년 60경기 이상 시합을 뛰었고, 1000경기 출장의 기록도 세웠다.
1992년과 1995년 두 해에 걸쳐 롯데 자이언츠에서 주장을 맡았다.
1992년에는 롯데 자이언츠 우승을 맞았다. 
수비에서는 1루를 제외한 전 포지션을 돌아다니며 팀의 구멍을 빈틈없이 메꾸어냈고, ‘소총부대’로 한 시대를 풍미한 롯데 타선의 연결고리 역할을 톡톡히 해냈다. 
롯데 자이언츠에서 12년간 선수 생활을 했으며 지금까지 원조 악바리,원조 프렌차이즈라 불리고 있다. 
롯데 자이언츠에서 은퇴경기와 은퇴식까지 치루었전 그는, 선진 야구기술의 더욱 익히고자 미국으로 건너가 토론토 블루제이스 산하 트리플싱글A 미국 더니든 블루제이스에서 수비코치 및 1루 주루코치를 맡았다.
1998년 ~ 2001년까지 롯데 자이언츠, 2004년 ~ 2010년까지  두산 베어스의 수비코치를 하며 지금의 두산의 튼튼한 수비의 작품을 만들어 내었다.
선수와 함께하는 훈련하는 점을 강조하는 그의 손바닥은 웬만한 선수들 못지 않게 딱딱하며 단단한 굳을 살로 뒤덮여 있기로 유명할 정도다. 
“백핸드는 독이 아닌 약”이라는 유명한 말을 남겼고 무한상상과 도전, 이미지 트레이닝을 강조하는 지도 철학을 갖고 있으며  2012년 고려대학교 감독으로 부임하였다.
7월에는 첫 해 부임 후 전국대학야구 대통령기배에서 우승시키며, 아마야구 최고지도자상을 수상하였다. 9월에는 정기 라이벌전인 고연전에서 우승시키며 지도자로서 탁월한 능력을 서슴없이 보여주었다.

## 선수 활동

### 롯데 자이언츠
원조 부산 악바리,  작은거인 한영준.
부산고 시절 이목구비가 뚜렷한 잘 생긴 외모에 몸집은 작지만 강력한 손목힘을 바탕으로 홈런을 펑펑 쳐내는 장타자로 인기를 끌며 1번타자로서 그의 플레이는 ‘근성’으로 똘똘 뭉친 단단함으로 설명되는 ‘원조 악바리’였다. 그는 학생시절에도 두자릿수 홈런을 기록하며 부산고의  장타력을 갖춘 선수였다. 키는 작지만 단단한 몸, 날카로운 선구안, 손목힘과 배트 그립을 이용해 배팅하는 교타자. 펀치력이나 테크닉에서 뛰어났다. 고등학교 3학년 시절, 한해에만 총 7개의 홈런을 때려 낸 그는 장타력 있는 팀의 ‘톱스타’였다.
고려대학교에 진학한 그는 고교시절 보여준 그의 5툴 플레이로 대학시절 그는 다양한 포지션을 소화한다. 작은 신체조건 상(171cm) 불리한 1루수를 제외한 모든 내야 포지션에서 활동했다. 주로 3루와 2루를 소화한 자신의 포지션에서 제 역할을 해냈다. 타선에서는 선구안과 장타력을 바탕으로 주로 톱타자를 그리고 ‘MLB에서 팀 수위 타자에게’ 돌아간다는 3번 타자의 역할을 해냈다.
대학무대에서 그는 ‘2루타 머신’으로 불리며 각종 대회에서 수위타자상을 휩쓸었다. 그는 1984년 LA 올림픽 시범 종목이었던 야구 국가대표에 뽑히며 태극마크의 꿈을 이룬다.
1985년 그는 롯데 자이언츠 1차지명을 받아 데뷔한다. 고향팀에 당당하게 프로로 입성한 한영준은 신인 첫 해부터  대형 3루수로 성장할 것이라는 기대를 받으며 주전 자리를 꿰찼으며 신인 초반부터 매섭고 날카로운 플레이와 악바리 기질로 팬들의 찬사를 받았으며 경기장에서는 근성으로 똘똘 뭉쳐서 포기하지 않는 기백을 보여주었다. 박정태가 데뷔 하기 전부터 이미 신적 존재인 원조 악바리라는 별명을  가지고 있었으며  롯데 자이언츠 내야의 핵같은 존재였다. 1988년부터 1990년까지 3루수 부분 올스타전에 연속 참가하였고  30이 넘는 나이인 90년대 들어서도  1루를 제외한 내야 전 포지션이 소화 가능하였으며 쏠쏠한 타격과 함께 1992년에는 팀의 주장을 맡으며 팀의 우승을 거머쥔다. 1995년에는 프로통산1000경기 출장 기록을 세우며 수상을 한다.
1996년까지 롯데라는 한 유니폼을 입고 지낸 원조 프렌차이즈 스타 한영준은 2000년대 이전인 1996년에 프로야구에 몇 안되는 구단에서 치러 준 공식 은퇴식을 갖는다. 당시 전 구단을 통틀어 4번째 선수였으며, 구단에서 제공한 순금 기념배트와 공로패 등을 받으며, 은퇴 경기를 치렀다. 같은 날, 1996년 부산고와 자이언츠 동기였던 ‘자갈치’ 김민호와 함께 정든 사직 그라운드를 떠나며 훌륭한 선수 생활을 마감했다.

## 지도자 생활
한영준은 한국 수비의 트렌트를 바꾼 장본인이다. 롯데에서 은퇴 후 미국에서 코치 연수를 마치고
1998년부터 2001년까지 롯데 자이언츠, 2004년부터 2010년까지 두산 베어스 수비코치 자리를 맡게 된다.
오늘날 두산의 끈끈한 수비의 상당 부분은 한영준의 작품이다.
그의 특별한 지도에는 코치로서 직접 선수와 함께 훈련하는 점을 강조한다. 손바닥은 웬만한 선수들 못지 않게 단단한 굳을 살로 뒤덮여 있기로 유명할 정도다. 한 때 백핸드 그립 캐치는 종종 ‘멋부리는 것처럼 보인다’며 폄하되던 시절이 있었다.
그는 “백핸드는 독이 아닌 약”이라는 유명한 말을 남기며  백핸드 캐치가 화려해 보이지만 상황에 따라 오히려 ‘안정적’일 수 있다며사고의 전환을 선수들에게 주문했다.
수비의 정답은 ‘안정성’이라며 개별 상황에 대한 무한상상과 도전, 이미지 트레이닝을 강조하는 지도 철학을 가지고 선수들을 지도한다.
2012년부터는 모교인 고려대학교 야구부 감독으로 재직하고 있다.
부임 후 첫 해 7월 14일 전국 대학야구 대통령기에서 우승을 시키며 아마야구 최고지도자상까지 수상한다.
숙명의 라이벌전인  9월 정기 고연전 (2012년은 고대 주최라 고연전이라 함.) 마저 우승으로 이끌며 최고의 지도자감으로 거듭난다.
12년 간 선수 생활을 하면서 1000경기 넘게 출전하며 주전으로던 백업으로던 언제나 묵묵히 팀이 필요로 하는 곳에서 자기 역할을 다 했던 선수이며 근성으로 똘똘 뭉친 플레이 덕에 성적에 비해서는 팬들의 큰 사랑을 받았던 선수이다.
특히 야구선수로서는 많이 작은 체구(프로필상의 키는 171cm이나 실제 키는 더 작았을 것으로 보인다.)임에도
프로에서 10여년을 살아 남았다는 것은 그의 피나는 노력을 반증하는 것이기도 하다.
선수 시절에 다양한 포지션을 경험한 것과 미국 마이너리그팀에서의 코치 연수가  큰 도움이 되었다고 하는 한영준은 선수와 함께 훈련하고 직접 가르치는 그만의 특별한 방법으로 선진야구를 폭넓게 알리며 엘리트 야구의 대명사를 지도자로서도 발산하고 있다.

## 출신 학교
- 부산진초등학교
- 부산중학교
- 부산고등학교
- 고려대학교

1. ↑  김희준 (2012년 7월 14일), 《고려대, 대통령기대학야구 우승》, 뉴시스, 2021년 8월 26일에 확인함
2. 1 2  키움 히어로즈 양도. 김휘집 ↔ 1라운드, 3라운드 지명권